# 西幸夫
西 幸夫（にし さちお、1948年1月23日 - ）は、元GAORA代表取締役社長・毎日放送顧問。

## 来歴・人物
京都大学文学部卒業後、1970年に毎日放送へ入社。報道局・編成局を経て、1992年に人事局人事部長、1995年にテレビ営業局次長兼営業第二部長、1997年に総務局専任局長兼総務部長、1998年に総務局長、1999年に取締役総務本部副本部長兼総務局長、2002年に常務取締役報道本部長、2003年に常務取締役ラジオ本部長兼報道本部長をそれぞれ歴任。2005年に常務取締役（ラジオ局・アナウンサー室・スポーツ局担当）となり、2007年6月にスペースビジョンネットワーク社長。2009年4月スペースビジョンネットワークからGAORAへ社名変更後の社長となり、同年6月25日より現職。2011年6月24日付で退職。
| スタブアイコン | サブスタブ | この項目は、まだ閲覧者の調べものの参照としては役立たない、人物に関連した書きかけの項目です。この項目を加筆・訂正などしてくださる協力者を求めています（P:人物伝/PJ:人物伝）。 |